# Distretto di Tchien
Il distretto di Tchien è un distretto della Liberia facente parte della contea di Grand Gedeh.